# Mexitettix jocari
Mexitettix jocari är en insektsart som beskrevs av Otte, D. 2007. Mexitettix jocari ingår i släktet Mexitettix och familjen gräshoppor. Inga underarter finns listade i Catalogue of Life.